# Edith Klestil
Edith Klestil (nascida Wielander; 13 de novembro de 1932 - 29 de março de 2011) foi a primeira esposa de Thomas Klestil, ex-presidente federal da Áustria.
Edith Klestil nasceu em Viena, a único filha do funcionário dos correios Leopold Wielander e sua esposa Rosa. Em 8 de junho de 1967 Edith se casou com Thomas Klestil, que ela conheceu quando ambos tinham 17 anos de idade. Ela deixou o emprego para dar apoio à carreira do marido como diplomata e acompanhou-o até Paris e Los Angeles. Quando seu marido foi eleito presidente da República em 1992, ela se tornou a primeira-dama da Áustria. Dois anos mais tarde, Thomas Klestil tornou público que ele teve um caso de amor com a jovem diplomata Margot Löffler. Edith deixou o marido e eles se divorciaram em setembro de 1998. Três meses mais tarde, Thomas casou-se com Margot Löffler.
Edith faleceu de câncer em abril de 2011.